# Zuma's Revenge!
Zuma' Revenge! es un videojuego de combinación de fichas desarrollado y publicado por PopCap Games. Fue lanzado para Microsoft Windows y Mac OS X el 15 de septiembre de 2009 como una secuela del anterior Zuma, y luego fue porteado a Windows Phone. Cuenta con gráficos de alta definición, nuevos niveles y 'power-ups, varias características nuevas, así como batallas contra jefes. El 22 de febrero de 2011, se presentó una versión para Nintendo DS que presenta desafíos diarios, modo versus y logros.

## Gameplay
Como en Zuma, el principal objetivo de Zuma Revenge! consiste en despejar cadenas de pelotas rodantes, o "piedras", haciendo coincidir bolas del mismo color. Los jugadores mueven una rana que lanza bolas, que siempre apunta en la dirección del mouse para apuntar y disparar bolas a estas cuerdas. Cuando tres o más bolas del mismo color coinciden, se eliminan del campo de juego. Esto crea espacios a través de los cuales un jugador puede disparar más bolas a las cuerdas cercanas, apuntar a la fruta de bonificación y a las piedras de 'potencia'. Los espacios se cierran automáticamente si las bolas en cualquiera de los extremos del espacio son (o se vuelven) del mismo color, lo que puede crear una combinación de reacciones en cadena y una limpieza a medida que se forman nuevos conjuntos de tres o más.
Las hileras de bolas ruedan constantemente a lo largo de sus pistas hacia un emblema de calavera al final. Si alcanzan el emblema, el jugador pierde una vida y el juego termina cuando el jugador ha perdido todas sus vidas. Sin embargo, a diferencia del Zuma original en el que, independientemente del escenario, se les permite volver a tocar el escenario uno del templo; cuando el jugador termina un juego, comenzará de nuevo en el punto de control (etapa uno de un área si el jugador pierde antes del nivel medio y etapa seis si ocurre la misma situación en las etapas seis a diez). Las cuerdas siempre son "empujadas" por la última bola de la cuerda, por lo que las bolas que no estén conectadas a la cuerda más trasera no se mueven por sí mismas.
Periódicamente, las bolas aleatorias muestran potenciadores que el jugador puede recolectar destruyendo la bola. Estos incluyen una guía visual para mostrar dónde aterrizará una bola cuando se dispara, hay potenciadores que ralentizan o invierten la dirección de la cuerda, un cañón de tres vías que atraviesa todas las capas de bolas, un láser que puede destruir bolas individuales, una bomba y un relámpago que destruye todas las bolas de un color específico.
Zuma's Revenge! presenta tres tipos de niveles que son nuevos en la serie. Algunos niveles cuentan con dos hojas de nenúfar entre las que la rana puede saltar, mientras que otros niveles colocan a la rana en una pista horizontal o vertical y le permiten deslizarse de lado a lado o de arriba abajo en lugar de girar para apuntar. También hay niveles de jefe en los que el jugador tiene que disparar bolas hacia los enemigos para reducir sus puntos de golpe y al mismo tiempo evitar que las cuerdas de bolas alcancen el emblema del cráneo. Los enemigos a su vez disparan proyectiles que provocarán un cierto truco si golpean al jugador. Estos niveles tienen un número ilimitado de vidas, por lo que si una sola bola alcanza el emblema, el jugador simplemente reiniciará el nivel, ya que no hay juego en los niveles de jefe.

## Modos de juego
El juego presenta cuatro modos de juego. En el modo Aventura, el jugador avanza a través de una isla de estilo polinesio gobernada por el dios enojado Zhaka Mu. Cada cinco niveles, el jugador recibe un punto de control en el que puede reiniciar el juego si se pierden todas las vidas. Al final de cada área de la isla, el jugador se encuentra con un dios tiki y debe enfrentarse al dios en una batalla de jefes. Al completar el modo Aventura por primera vez, se desbloquean los modos Heroic Frog y Iron Frog. El modo de juego de Heroic Frog es el mismo que el de la aventura, pero es considerablemente más difícil. En Iron Frog, el jugador tiene que progresar a través de diez niveles con una sola vida y el modo es aún más difícil que Heroic Frog.
En cada modo, excepto en el modo Desafío, el jugador debe alcanzar una cantidad general de puntos para lograr "Zuma", momento en el que el nivel deja de agregar bolas a la cuerda y la cuerda se mueve hacia atrás. Luego, el jugador debe limpiar todas las bolas restantes del campo de juego para pasar al siguiente nivel. En el modo Desafío, el jugador tiene tres minutos para sumar tantos puntos como sea posible, recolectando potenciadores que aumentan su multiplicador de puntaje en el camino.

## Recepción
Zuma Revenge! recibió críticas bastante positivas de los críticos de Metacritic y GameRankings.